# TPC Summerlin
De TPC Summerlin is een countryclub in de Verenigde Staten en maakt deel uit van de Tournament Players Club (TPC). De club werd opgericht in 1991 en bevindt zich in Las Vegas, Nevada. De club beschikt over een 18-holes golfbaan met een par van 72 en werd ontworpen door de golfbaanarchitect Bobby Weed.
Naast een 18 holesbaan, beschikt de club ook over een zwembad, vier tennisbanen en andere faciliteiten.

## Golftoernooien
Voor het golftoernooi voor de heren is de lengte van de baan 6605 m met een par van 71.
- Las Vegas Invitational: 1992-heden